# 東方淑
東方淑（朝鮮語: 동방숙）は、李氏朝鮮の文官であり、朝鮮氏族の晋州東方氏の始祖である。
中国上古人である伏羲の末裔であるが、どのように朝鮮に定着したのかについては不明である。
1792年に文科と丙科に及第、典籍を務めた。